# Premog
Prêmog je fosilno gorivo, ki ga pridobivamo izpod površja z rudarjenjem, dnevnim kopom ali pasovnim rudarjenjem. Premog je lahko gorljiva črna ali temno rjava sedimentna kamnina, sestavljena večinoma iz ogljika in kisika ter vodika, dušika in žvepla. Premog je še danes zelo pomembno gorivo in je najbolj pogost svetovni energetski vir, pomemben pri pridobivanju elektrike v termoelektrarnah. V preteklosti je bil premog tisti energent, s katerim se je začela industrijska revolucija. V Sloveniji se s premogom proizvede približno tretjina potrebne električne energije.

## Vrste premoga
Geološki procesi skozi čas s pritiskom spreminjajo šoto postopoma v lignit, rjavi premog, črni premog in na koncu v antracit.

## Nastanek premoga
Pri procesu fosilizacije se izločajo razne vrste mineralnih snovi. To izločanje lahko povzroči tudi kopičenje raznih mineralnih plasti. Na takšen način so drevesa odigrala v geološki preteklosti pomembno vlogo kot tvorci organogenih (fitogenih) sedimentov.
Fitogene sedimente delimo v dve skupini. 
- Prva skupina so organske tvorbe, kot so premog, jantar
- Drugo skupino pa predstavljajo anorganske tvorbe kot so apnenec, kremen ...

Prva skupina je gorljiva in ji pravimo kavstobioliti, medtem ko je druga skupina negorljiva in jo imenujemo akavstobioliti.
Premogi so najpogostejši kavstobioliti. Njihov nastanek je vezan na močvirnat svet. Pod pojmom močvirnatnega sveta razumemo območje, ki je pokrito z veliko maso ostankov rastlinja, ki je na tem območju rastlo in odmrlo, vendar se zaradi tega, ker je bilo prekrito z vodo, ni moglo popolnoma razgraditi.
Ali bo premog nastal ali ne so odločilni sledeči procesi:
1. razpadanje: poteka na kopnem, kjer imata zrak in voda popoln dostop do odmrlega rastlinskega ostanka in nima pomena pri nastanku premoga
2. trohnjenje ali huminifikacija: zahteva vlažno okolje in nepopoln dostop zraka
3. nastanek šote: poteka v barjih, ki leže ob robovih jezer ali lagun. Rastlinske ostanke dokaj hitro prekrije voda, tako da so z njo prepojeni.
4. nastajenje sapropela: poteka v globjih delih barij, jezerih in lagunah

Glede na nastanek ločimo več vrst premogov:
- Humusni premogi so nastali povsem iz rastlinskih ostankov raznih višje razvitih rastlin. Pri nastanku le teh ločimo fazo nastanka šote in fazo nastanka premogov. Faza nastanka šote zavzema vse procese od nakopičenja do spremembe ostankov v šoto. Faza nastanka premogov pa pretvarjane šote v rjave premoge in nadalje še v črne promoge in antracit skozi proces, ki mu pravimo zorenje. Zelo pomembna pogoja sta temperatura in tlak.
- Liptobiolitski premogi so nastali iz nakopičenj najbolj odpornih rastlinskih ostankov višje razvitih rastlin. Nastajajo predvsem v pretočnih močvirjih in oksidacijskih pogojih. So zelo redki.
- Sapropelski premogi so nastali iz nišje razvitih rastlin, v groobem pa ločimo humito-sapropelite (ostanki višje in nižje razvitih rastlin v saproplelitni osnovi) in prave sapropelite (izvorni material izvira pretežno iz alg).

## Svetovne rezerve premoga
Ocenjeno je, da je od leta 1996 na voljo okoli 1.000.000 milijonov ton (oz. en eksagram) skupnih rezerv premoga, ki se jih ekonomsko splača pridobivati z današnjo tehnologijo rudarjenja. Energetska vrednost vsega svetovnega premoga je krepko preko 100 trilijard joulovov (oz. 100 zetajoulov). Verjetno je na voljo dovolj premoga za vsaj 300 let. Vendar ta ocena privzema ničelno rast prebivalstva ter ničelno rast uporabe premoga zaradi pomanjkanja naravnega plina in nafte.